# Franciszek Prochaska

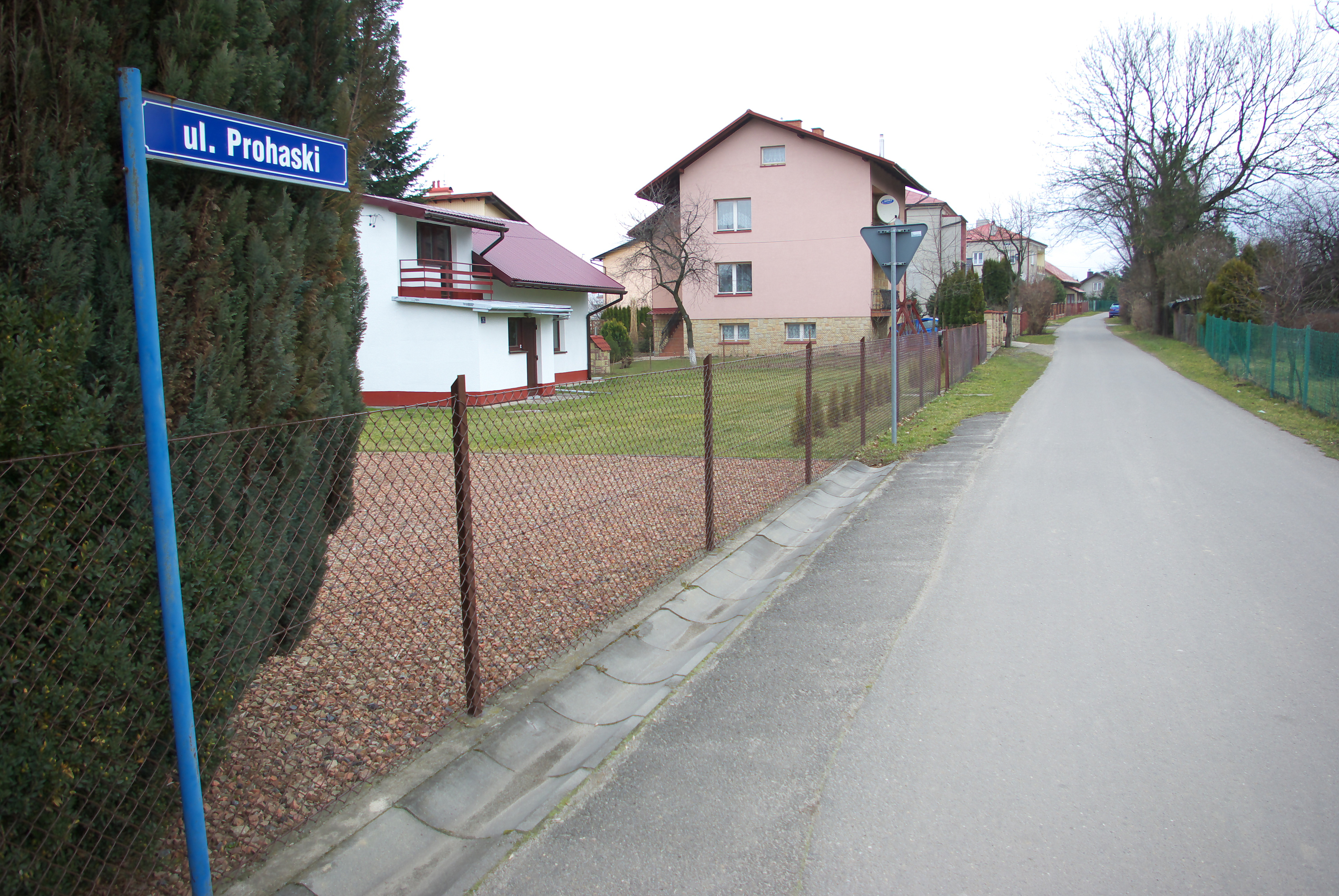
Ulica Franciszka Prochaski w Brzozowie

Franciszek Prochaska (ur. 27 czerwca 1891 w Brzozowie, zm. 26 lipca 1972 w Aix-en-Provence) – polski artysta malarz, grafik, przedstawiciel koloryzmu i typograf, podpułkownik intendent, dyplomata.

## Życiorys
Urodził się 27 czerwca 1891 w Brzozowie. Jego rodzicami byli Franciszek (zarządca majątku leśnego, burmistrz Brzozowa) oraz Jadwiga z domu Charzewska (1964-1946). Miał brata Mieczysława (ur. 1892, także absolwent sanockiego gimnazjum), siostry Marię (1889-1969, żona ppłk. Franciszka Stoka), Marię (1896-1980, żona Kazimierza Niedzielskiego). W 1904 rodzina Prochasków przeniosła się do Sanoka. W tym czasie rodzeństwo Prochasków zamieszkiwało z matką przy ulicy Kolejowej w domu Herziga
.
Franciszek Prochaska w 1913 zdał z odznaczeniem egzamin dojrzałości w C. K. Gimnazjum Męskim w Sanoku (w jego klasie byli m.in. Jan Ciałowicz, Jan Kuźnar, Włodzimierz Mozołowski, Klemens Remer, Michał Terlecki – wszyscy także późniejsi oficerowie Wojska Polskiego). Od młodości zajmował się malarstwem. W latach 1913–1914 studiował na Akademii Sztuk Pięknych w Krakowie pod kierunkiem Józefa Pankiewicza. Należał do Związku Strzeleckiego.
Po wybuchu od sierpnia służył w oddziałach strzeleckich. Został przydzielony do 18 pułku piechoty c. i k. armii. Następnie przyjęty do Legionów Polskich, służył w II Brygadzie w 4 pułku piechoty jako sierżant rachunkowy od lipca 1915. Podczas służby tworzył dzieła artystyczne stanowiące udokumentowanie zdarzeń wojennych. Później prawdopodobnie ponownie służył w szeregach armii austriackiej. Na początku 1918 był przetrzymywany w obozie internowania w Żurawicy.
W 1918 został oficerem zawodowym Wojska Polskiego i został etatowym pracownikiem Ministerstwa Spraw Wojskowych. Został awansowany do stopnia majora w Korpusie Oficerów Administracji Dział Gospodarczy ze starszeństwem z dniem 1 czerwca 1919. Był w kadrze służby intendentury Wojska Polskiego. W 1921 wyjechał do Francji z Polską Misją Wojskową i w latach 20. był oficerem Polskiej Misji Wojskowej Zakupów we Francji. W 1923, 1924 był oficerem nadetatowym Okręgowego Zakładu Gospodarczego Nr I w Warszawie. W 1932 był oficerem gospodarczym w składzie osobowym attaché wojskowego przy przedstawicielstwie RP w Paryżu (III Republika Francuska). W 1932 na liście starszeństwa majorów gospodarczych z 1 czerwca 1919 był zweryfikowany z lokatą 1. W czynnej służbie wojskowej był do 1933.
W Paryżu w latach 20. zamieszkał w Campagne Première w dzielnicy Montparnasse. W Ambasadzie RP w Paryżu pracował do 1939. Od 1926 należał do Związku Artystów Polskich we Francji. Poza malarstwem (pejzaże, sceny widokowe) zajmował się także drzeworytem. Interesował się drukarstwem artystycznym. Był członkiem Polskiego Towarzystwa Przyjaciół Książki w Paryżu, a jego ilustracje były umieszczane w publikacjach wydawanych przez to stowarzyszenie.
Po wybuchu II wojny światowej w 1939 wstąpił w Aix-en-Provence do Wojska Polskiego we Francji, pełniąc obowiązki oficera gospodarczego w powstałym tam zespole attaché wojskowego. Po upadku Francji w 1940 przedostał się do Anglii i został oficerem Polskich Sił Zbrojnych na Zachodzie. W stopniu podpułkownika był oficerem w Oddziale VI Sztabu Naczelnego Wodza. Był skarbnikiem cichociemnych.
Po zakończonej wojnie i przeprowadzonej demobilizacji wyjechał z Londynu i powrócił do Paryża. Pod koniec 1948 został członkiem zarządu reaktywowanego TPK w Paryżu. Wraz z żoną prowadził Oficynę Drukarską Marii i Franciszka Prochasków, w której wydawano druki i ekslibrisy. W późniejszych latach powrócił do Aix-en-Provence i tam zamieszkiwał. Tam nadal prowadził prywatną oficynę drukarską. W 1953 otrzymał nagrodę, którą przyznały oddziały wartownicze przy Armii Amerykańskiej, w uznaniu zasług przy wydawaniu książek polskich.
Franciszek Prochaska zmarł 26 lipca 1972 w Aix en Provence i został pochowany na miejscowym cmentarzu.
Był właścicielem sporej kolekcji dzieł sztuki. Przekazywał prace na rzecz Muzeum Historycznego w Sanoku; w 1962 46 dzieł, w tym 11 swojego autorstwa, łącznie na przełomie 1962/1963 przekazał kolekcję 235 prac. Za życia przekazał swoje ryciny na rzecz Muzeum Narodowego w Warszawie, zaś obrazy i ryciny (70 dzieł) darował na rzecz sanockiego muzeum. W 1972 planowano tam utworzenie galerii im. Marii i Franciszka Prochasków, zaś w tym czasie na wniosek Sanoka powstała idea odznaczenia artysty odznaką „Zasłużony dla Kultury Polskiej” przez Ministra Kultury i Sztuki. 20 listopada 1978 spadkobiercy Prochaski (siostra Jadwiga, żona oficera i lekarza Kazimierza Niedzielskiego oraz jego siostrzenica Anna Florkowska z domu Stok i jej mąż Aleksander Florkowski) przekazali kolejne jego dzieła tej placówce (łącznie 190 sztuk). W sanockim muzeum została utworzona Galeria Sztuki Współczesnej imienia Marii i Franciszka Prochasków.
Imieniem Franciszka Prochaski nazwano ulice w rodzinnym Brzozowie (dosł. Prohaski) oraz Sanoku w dzielnicy Dąbrówka.

## Odznaczenia
- Krzyż Niepodległości – 25 lipca 1933 „za pracę w dziele odzyskania niepodległości"[32]
- Złoty Krzyż Zasługi – 10 listopada 1938 „za zasługi w służbie wojskowej”[33]